# 에디 플로이드
에디 플로이드(영어: Eddie Floyd, 1937년 6월 25일 ~ )는 미국의 솔과 R&B 싱어송라이터로, 1960년대와 1970년대 R&B 히트곡 1위 〈Knock on Wood〉를 포함한 스택스 레코드 레이블에서 활동한 것으로 가장 잘 알려져 있다.

## 생애
플로이드는 앨라배마주 몽고메리에서 태어나 미시간주 디트로이트에서 자랐다. 그는 맥 라이스가 참여했던 더 팔콘스를 창립했다. 그들은 템테이션스와 포 탑스와 같은 미래의 디트로이트 보컬 그룹의 선구자였다. 그들의 가장 성공적인 곡으로는 〈You're So Fine〉과 그 후 윌슨 피켓이 리드 싱어인 〈I Found a Love〉로 영입되었을 때 등이 있다. 그 후 피켓은 솔로 경력을 시작하였고, 더 팔콘스는 해체되었다.
2012년 11월, 플로이드는 선구자상 수상자로서 캐롤라이나 비치 음악 명예의 전당에 헌액되었다.
2012년 12월, 플로이드는 크리스마스 때 새 음반을 발매했다. 에디에게는 아들 앤서니 플로이드도 있는데, 앤서니 플로이드도 그와 함께 노래한다. 2016년 국립 리듬 앤 블루스 명예의 전당에 헌액되었다.
에디 플로이드는 2018년 멤피스 음악 명예의 전당에 이름을 올렸다.
2017년 9월 1일, 80세의 플로이드는 로열 앨버트 홀 BBC 프롬스에서 줄스 홀랜드와 그의 리듬 앤 블루스 오케스트라와 함께 라이브 공연을 했다.
2020년 2월 28일, 록 하우스 레코드는 에디 플로이드의 1979년 음반 《Guess It Wasn't Meaned to Be》를 발매했다.

## 음반 목록
- Knock on Wood – (1967)
- Looking Back – (1968)
- I've Never Found a Girl – (1969)
- Rare Stamps – (1969)
- You've Got to Have Eddie – (1969)
- California Girl – (1970)
- Down to Earth – (1971)
- Baby Lay Your Head Down – (1973)
- Soul Street – (1974)
- Experience – (1978)
- Flashback – (1988)
- Red, White & Blues (The Blues Brothers Band) – (1992)
- Gotta Make a Comeback – (1999)
- To the Bone – (2002)
- Eddie Loves You So – (2008)
- At Christmas Time – (2012)
- Down by the Sea – (2013)